# Giuseppe Grassi
Pour les articles homonymes, voir Grassi.
Giuseppe Grassi, né le 5 octobre 1942 à Seano di Carmignano (Toscane), est un coureur cycliste italien, professionnel de 1965 à 1971.

## Palmarès

### Palmarès amateur
- 1959
  - Giro del Montalbano
- 1960
  - Giro del Montalbano
- 1962
  - 2e de la Coppa Bruno Nazzi
- 1963
  - Coppa Bruno Nazzi
- 1964
  - La Nazionale a Romito Magra
  - 3e du Tour du Frioul-Vénétie julienne

### Palmarès professionnel
- 1966
  - Grand Prix Cemab
- 1967
  - 3e du Tour des Quatre-Cantons
- 1968
  - 3e du Grand Prix Cemab

## Résultats sur les grands tours

### Tour d'Italie
5 participations
- 1966 : 72e
- 1967 : 69e
- 1968 : 81e
- 1969 : 77e
- 1970 : 86e